# Marek Sobola
Marek Sobola (Žilina, 14. srpnja 1981.), slovački krajobrazni arhitekt i heraldički umjetnik.

## Galerija – grbovi
- Nadbiskupija Honiara, Salomonski Otoci
- Biskupija Vanimo, Papua Nova Gvineja
- Biskup Francis Meli, Biskupija Vanimo
- Biskupija Alotau-Sideia, Papua Nova Gvineja
- Biskup Vladimír Fekete SDB, Azerbajdžan
- Biskup Rolando Santos CM, Biskupija Alotau-Sideia